# Émile Baffert
Émile Baffert, né le 26 août 1924 à Grenoble et mort le 20 juillet 2017 à Seyssins, est un coureur cycliste français.

## Biographie
Professionnel de 1946 à 1955, il remporta notamment une étape sur le Critérium du Dauphiné libéré en 1947 et surtout la 22e étape du Tour de France 1950, qu'il disputait pour la première fois.

## Palmarès
- 1945
  - Champion d'Isère sur route
  - Champion d'Isère de vitesse
- 1946
  - Circuit des bords de l'Ain
  - 2e du Circuit lyonnais
- 1947
  - 3e étape secteur b du Critérium du Dauphiné libéré
- 1950
  - 22e étape du Tour de France
  - 3e étape du Grand Prix des vins de Gironde
  - Tour de Haute-Savoie
- 1952
  - Circuit du Mont-Blanc
  - 2e étape du Tour d'Afrique du Nord
- 1953
  - 3e du Grand Prix d'Issoire
  - 5e de Paris-Roubaix
- 1955
  - Circuit Drôme-Ardèche
  - Tour du canton de Genève

## Résultats sur le Tour de France
3 participations
- 1950 : 48e, vainqueur de la 22e étape
- 1951 : 64e
- 1953 : abandon